# 马利怀
马利怀（1968年10月—），陕西宝鸡人，毕业于陕西师范大学历史学专业，中国社科院宗教所博士。曾任十一、十二、十三届全国人大常委会委员，十三届全国人大代表、民族委员会委员，现任中央统战部副部长。